# Logograma

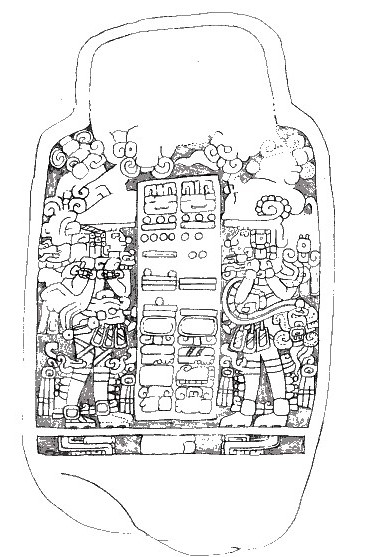
Estela 5 de Takalik Abaj, Guatemala, con escritura maya.

Un logograma (del griego logos, palabra, y grama, escritura) es un grafema, unidad mínima de un sistema de escritura que por sí sola representa una palabra, lexema o morfema, es decir, una unidad con significado.
Esto contrasta con sistemas de representación no estrictamente lingüísticos como los pictogramas o ideogramas, y con sistemas fonográficos como los alfabetos o los silabarios, donde cada símbolo representa en primer término un fonema (sonido) o combinación de ellos y no palabras, lexemas o morfemas enteros. No obstante, cada logograma individual puede estar formado en parte o en su totalidad por elementos pictográficos, ideográficos o fonéticos. Los ideogramas representan directamente ideas más que meras palabras o morfemas y ningún sistema logográfico es completamente ideográfico.
Los logogramas se componen de elementos visuales ordenados de diferentes maneras en vez de recurrir a la segmentación de sonidos, principio de construcción de los alfabetos y silabarios. Como resultado de ello, puede decirse en términos generales que es relativamente más fácil recordar o suponer el sonido de una palabra escrita con un alfabeto, pero que es relativamente más sencillo recordar o imaginar el significado de un logograma. Otra característica de estos símbolos es que, por asociarse más a significados que a sonidos, idiomas muy distintos pueden compartirlos para expresar significados semejantes, tal como pasa entre el mandarín y el japonés, por ejemplo.

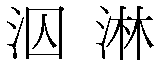
Logogramas chinos —sinogramas— para «nadar» y «empapar». El elemento de la izquierda de ambos logogramas significa agua y señala alguna relación con el agua; los de la derecha, prisionero en un caso y bosque en el otro, señalan que se pronuncian igual que estas palabras, qiú y lín respectivamente. Este sistema de evocar la palabra con tema + pronunciación es muy corriente en los logogramas chinos.

Los sistemas logográficos fueron las primeras formas verdaderas de escritura del mundo: son al menos en parte logográficos los jeroglíficos del antiguo Egipto, los caracteres chinos, las escrituras mesoamericanas y las escrituras cuneiformes de Asia Menor, entre otros, todos ellos con abundantes elementos de sistemas pictográficos e ideográficos anteriores. Las primeras etapas de la escritura Shümom, desarrollada en el siglo XIX en Camerún también fueron logográficas. En los sistemas que usan el alfabeto latino, también existen símbolos con función logográfica, principalmente en notación matemática, por ejemplo el signo %.

## Logogramas en escrituras fonográficas
Algunos ejemplos de logogramas que se usan en sistemas de escritura fonográficos, tales como el alfabeto latino, son:
- Los números, 1, 2, 3, ..., son esencialmente logogramas.
- Signos tales como % (tanto por ciento) o & (y). El signo & se usa sobre todo en inglés, pero es aplicable sin cambios a cualquier alfabeto.
- Los signos de monedas, como € o $.
- el signo @ en las direcciones de correo electrónico.